# Notting Hill (soundtrack)
Notting Hill: Music from the Motion Picture is de officiële soundtrack van de film Notting Hill, en werd 18 mei 1999 uitgebracht door Island Records.
Het album bevat popmuziek die ook in de film werd gebruikt en de originele filmmuziek die gecomponeerd is door Trevor Jones en uitgevoerd door het London Symphony Orchestra onder leiding van Geoffrey Alexander. Ter gelegenheid van de film werden de speciaal opnieuw gezongen nummers "When You Say Nothing at All" van Ronan Keating en "She" van Elvis Costello ook uitgebracht op single. Ook werd het Nummer "You've Got A Way" van Shania Twain in een remix opnieuw uitgevoerd voor de film. Het album haalde de eerste positie in de Nederlandse Album Top 100 en de tweede plaats in de Vlaamse Ultratop 50 Albums. Er werden twee versies uitgebracht van het album, waarbij de samenstelling van de track-list verschilt.

## Nummers

### Albumversie 1
| Nr. | Titel                                 | Artiest(en)             | Duur |
| --- | ------------------------------------- | ----------------------- | ---- |
| 1   | No Matter What                        | Boyzone                 | 4:33 |
| 2   | You've Got A Way (Notting Hill Remix) | Shania Twain            | 3:23 |
| 3   | I Do (Cherish You)                    | 98 Degrees              | 3:47 |
| 4   | She                                   | Elvis Costello          | 3:08 |
| 5   | Ain't No Sunshine                     | Bill Withers            | 2:05 |
| 6   | How Can You Mend a Broken Heart       | Al Green                | 6:24 |
| 7   | Gimme Some Lovin'                     | The Spencer Davis Group | 3:00 |
| 8   | When You Say Nothing at All           | Ronan Keating           | 4:14 |
| 9   | Ain't No Sunshine                     | Lighthouse Family       | 3:43 |
| 10  | From The Heart                        | Another Level           | 4:53 |
| 11  | Everything About You (Remix)          | Steve Poltz             | 3:56 |
| 12  | Will And Anna                         | Trevor Jones            | 3:37 |
| 13  | Nothing Hill                          | Trevor Jones            | 4:45 |

### Albumversie 2
| Nr. | Titel                                 | Artiest(en)             | Duur |
| --- | ------------------------------------- | ----------------------- | ---- |
| 1   | From The Heart                        | Another Level           | 4:51 |
| 2   | When You Say Nothing At All           | Ronan Keating           | 4:14 |
| 3   | She                                   | Elvis Costello          | 3:06 |
| 4   | How Can You Mend A Broken Heart       | Al Green                | 6:24 |
| 5   | In Our Lifetime                       | Texas                   | 4:06 |
| 6   | I Do (Cherish You)                    | 98 Degrees              | 3:45 |
| 7   | Born To Cry                           | Pulp                    | 5:33 |
| 8   | Ain't No Sunshine                     | Lighthouse Family       | 3:41 |
| 9   | You've Got A Way (Notting Hill Remix) | Shania Twain            | 3:21 |
| 10  | Gimme Some Lovin'                     | The Spencer Davis Group | 2:57 |
| 11  | Will And Anna                         | Trevor Jones            | 3:35 |
| 12  | Notting Hill                          | Trevor Jones            | 4:46 |
| 13  | Ain't No Sunshine                     | Bill Withers            | 2:03 |

## Hitnoteringen
| Landen              | Hoogste positie |
| ------------------- | --------------- |
| Australië           | 4               |
| België (Vlaanderen) | 2               |
| België (Wallonië)   | 15              |
| Canada              | 13              |
| Duitsland           | 2               |
| Finland             | 19              |
| Frankrijk           | 8               |
| Nederland           | 1               |
| Nieuw-Zeeland       | 8               |
| Noorwegen           | 1               |
| Spanje              | 97              |
| Verenigde Staten    | 19              |
| Zweden              | 28              |
| Zwitserland         | 3               |

### NPO Klassiek Filmmuziek Top 200
| Notting Hill in de NPO Klassiek Filmmuziek Top 200 | Notting Hill in de NPO Klassiek Filmmuziek Top 200 | Notting Hill in de NPO Klassiek Filmmuziek Top 200 |
| Jaar                                               | 2024                                               | 2025                                               |
| -------------------------------------------------- | -------------------------------------------------- | -------------------------------------------------- |
| Positie                                            | 144                                                | 149                                                |